# Wierzysko (Kościerzyna)
Wierzysko (d. też Wierzyska, niem. Wierschisken) – dawniej wieś w gminie Kościerzyna, powiecie kościerskim (woj. pomorskie), od 2001 część Kościerzyny. położona w południowej części miasta, na zachód od jeziora Wierzysko.
Wzmiankowane po raz pierwszy w 1765 jako Wierzyska Karczma, której właścicielem w 1772 był A. Stengel. W końcu XIX w. miejscowość należała do gminy Szydlice. Na początku XX wieku wybudowanie zamieszkiwały 24 osoby.
Wierzysko ma charakter rolniczy, znajduje się tu m.in. stadnina koni. W pobliżu Wierzyska znajduje się faunistyczny rezerwat przyrody "Czapliniec".
W latach 1942–1945 miejscowość nosiła nazwę Berentsblick, a tutejsze leśnictwo nazwę Philippi.